# Hiantopora ferox
Hiantopora ferox är en mossdjursart som först beskrevs av William MacGillivray 1869.  Hiantopora ferox ingår i släktet Hiantopora och familjen Hiantoporidae. Inga underarter finns listade i Catalogue of Life.